# Johann Dietrich Lauenstein (Jurist)
Johann Dietrich Lauenstein (in den Akten findet sich auch die Schreibweise Johann-Dietrich Lauenstein; * 20. März 1893 in Aurich; † 15. Dezember 1973) war ein deutscher Jurist und Ministerialbeamter. Vom 1. Mai 1940 bis zum 31. August 1944 war Lauenstein als Ministerialdirektor im Reichsministerium für Ernährung und Landwirtschaft (RMEL) zugleich erster Geschäftsführer der Ostdeutschen Landbewirtschaftungsgesellschaft mbH, der späteren Reichsgesellschaft für Landbewirtschaftung mbH.

## Leben und Wirken
Johann Dietrich Lauenstein war der Sohn von Erwin Lauenstein, Direktor des Landesbank in Berlin. Ab 1911 studierte er in Tübingen Rechtswissenschaft und war Mitglied der Studentenverbindung Saxonia. Im Jahr 1915 wurde er Gerichtsreferendar in Göttingen und wurde im Jahr 1919 Regierungsassistent bei einer Bau- und Finanzdirektion. Im selben Jahr trat er in die Deutschnationale Volkspartei DNVP ein, der er bis 1924 angehörte. Lauenstein soll ein Schüler des Volkswirts Max Sering gewesen sein, der 1912 die Gesellschaft zur Förderung der inneren Kolonisation und 1922 das Deutsche Forschungsinstitut für Agrar- und Siedlungswesen („Sering-Institut“) gründete und der Urheber des Reichssiedlungsgesetzes von 1919 war.
1921 wurde Lauenstein Hilfsarbeiter zunächst im preußischen Innenministerium, dann bei der Regierung Stade. 1922 wechselte er in gleicher Funktion ins preußische Finanzministerium. 1924 wurde er zum Regierungsrat befördert. Vom 1. Januar 1925 bis Oktober 1932 war er Landrat im Kreis Sulingen in der preußischen Provinz Hannover, der 1932 aufgelöst und mit dem benachbarten Kreis Diepholz zum neuen Landkreis Grafschaft Diepholz zusammengeschlossen wurde. 1931 wurde Lauenstein von seinem Landratsposten beurlaubt und wurde stellvertretender Kommissar in der von Hans Schlange-Schöningen geleiteten Osthilfe und Leiter der Landstelle in Königsberg (Ostpreußen) im Reichskommissariat für die Osthilfe. 1932 wurde er in den einstweiligen Ruhestand versetzt.
Nach der nationalsozialistischen „Machtergreifung“ am 30. Januar 1933 wurde Lauenstein Anfang 1935 Geschäftsführer der Reichsumsiedlungsgesellschaft mbH in Berlin. Als Chef der Osthilfe in Ostpreußen und später Chef der Reichsumsiedlungs-Gesellschaft soll Lauenstein die Gründung von mehr als 130 Siedlerdörfern veranlasst haben. 1936 wurde er Ministerialdirektor im Oberkommando des Heeres (OKH). Am 15. Dezember 1937 beantragte Lauenstein die Aufnahme in die NSDAP und wurde rückwirkend zum 1. Mai desselben Jahres aufgenommen (Mitgliedsnummer 5.917.664). 1940 wechselte er, ebenfalls als Ministerialdirektor, ins Reichsministerium für Ernährung und Landwirtschaft und war vom 1. Mai 1940 bis zum 31. August 1944 erster Geschäftsführer der Ostdeutschen Landbewirtschaftungsgesellschaft mbH, der späteren Reichsgesellschaft für Landbewirtschaftung mbH, in Berlin.
Nachdem der Reichsführer SS und Chef der Deutschen Polizei sowie Reichskommissar für die Festigung deutschen Volkstums (ab 1939) und Reichsinnenminister (ab 1943) Heinrich Himmler im Jahr 1944 angeordnet hatte, Lauenstein die Abteilung Siedlung und Landeskultur im Reichsministerium zu entziehen, war Lauenstein zeitweilig Landrat von Landsberg an der Warthe.
Anlässlich seiner Entnazifizierung wurde Lauenstein am 11. Oktober 1947 durch Henry Cohen vernommen. Er arbeitete danach als Verwaltungsrechtsrat und war als Generalsekretär der Deutschen Partei (DP) zudem politisch tätig.
Am 5. Mai 1950 beschloss der Deutsche Bundestag, für die Urbarmachung der Emslandmoore einen leitenden Beamten mit der Amtsbezeichnung „Staatsbeauftragter für das Emsland“ einzusetzen. Aufgrund seiner beruflichen Erfahrung bei landwirtschaftlichen Siedlungsvorhaben wurde Lauenstein dazu ernannt (im Volksmund „Emsland-Kommissar“ genannt). Als 1951 die Emsland GmbH gegründet wurde, bestellten die Gesellschafter Lauenstein zum Geschäftsführer. Dieses Amt übte er bis zu seiner Pensionierung 1963 aus. Ein großes Anliegen war ihm dabei die Verknüpfung von landwirtschaftlichem Ausbau, Landschaftspflege und Naturschutz.
Johann Dietrich Lauenstein starb 1973.

## Ehrungen
1959 erhielt er die Niedersächsische Landesmedaille.
Die J.-D.-Lauenstein-Straßen in Meppen und Twist wurden nach ihm benannt. Auf der niederländischen Seite der Grenze führt eine J. D. Lauensteinstraat (teils als Lauensteinstraat ausgeschildert) von der Grenzaa nach Schoonebeek.

## Nachlass
Lauensteins Nachlass liegt im Bundesarchiv.

## Schriften
- Stammliste der Familie Lauenstein (Fürstentum Hildesheim). Zentralstelle für deutsche Personen- und Familiengeschichte, Leipzig 1931.
- Der Stand der Erschließungarbeiten im Emslande. In: Jahrbuch der Geographischen Gesellschaft zu Hannover, Jg. 1953, Seite 282–296.
- mit Hans Gareis: Veränderung der Raumstruktur durch Siedlung. R. Müller, Köln-Braunsfeld 1955.
- Die ländliche Siedlungsproblematik des Emslandes. In: Johann Dietrich Lauenstein, Friedrich Vöchting, Hans-Jürgen Seraphim, Edgar Ludwig: Siedlung und innere Kolonisation im europäischen Raum. R. Müller, Köln-Braunsfeld 1957, S. 9–34.
- Grenzland im Umbruch. Arbeiten und Planungen. In: Das Bentheimer Land, Jg. 49 (1959), S. 7–13.
- Die Ordnung des Raumes um Ems und Vechte. Eine wirtschaftliche, soziologische und verwaltungsrechtliche Studie Rosell, Papenburg 1958.
- Die Grenzscheidungskarte zwischen dem Hochstift Münster und der Republik der vereinigten Niederlande vom 25. 1785. In: Jahrbuch des Emsländischen Heimatvereins (JbEHV), Jg. 6 (1959), S. 5–10.
- Das Emslandprogramm und die integrale Entwicklung einer agrarischen Grenzzone der Bundesrepublik. In: Kommission der Europäischen Wirtschaftsgemeinschaft (Hrsg.): Konferenz über Fragen der Regionalen Wirtschaft. Brüssel – Palais de Congrès, 6.–8. Dezember 1961, Anlage. Brüssel 1961.
- Die Erschliessung des Emslandes als Beispiel und Erfahrungsschatz angewandter Landesplanung. In: Jahresheft der Albrecht-Thaer-Gesellschaft, Jg. 8 (1963), S. 17–42.
- Was machen wir mit der landwirtschaftlichen Betriebsberatung? Landeskreditanstalt, Hannover 1964.
- 100 Jahre Landentwicklung: Erlerntes, Erlebtes und Erstrebtes (= Schriftenreihe für ländliche Sozialfragen, Veröffentlichungen der Agrarsozialen Gesellschaft e. V. Göttingen, Band 53). Schaper, Hannover 1967.
- Das Bergmoor. In: Emsland-Jahrbuch. Jg. 3/4 (1968), S. 137–142.